# Pedro Alfonso Fernández
Pedro Alfonso Fernández (Caracas, 27 luglio 1977) è un ex calciatore venezuelano, di ruolo difensore.

## Carriera

### Nazionale
Ha partecipato alla Copa América 2007.